# Cuphea heterophylla
Cuphea heterophylla är en fackelblomsväxtart som beskrevs av George Bentham. Cuphea heterophylla ingår i släktet blossblommor, och familjen fackelblomsväxter. Inga underarter finns listade i Catalogue of Life.